# ГЕС Fjone
ГЕС Fjone — гідроелектростанція на півдні Норвегії у фюльке Телемарк, за півтори сотні кілометрів на південний захід від Осло. Використовує ресурс із озера Napevatn, яке дренується протокою у озеро Ніссер, звідки починається Nisserelva (лівий витік Нідельви, котра тече до протоки Скагеррак).
У межах проєкту на виході з Napevatn спорудили бетонну греблю висотою 25 метрів та довжиною 133 метри, яка перетворила озеро з природним рівнем поверхні у 491 метр НРМ на водосховище з припустимим коливанням рівня між позначками 487 та 512 метрів НРМ та об'ємом 219 млн м3.
Окрім природного стоку до Napevatn може перекидатись ресурс з лівобережної частини сточища річки Daleåa, яка впадає в озеро Fyresvatn, котре дренується через Fyreselv — правий витік згаданої вище Нідельви. Для цього нижче від озера Homvatnet створили невелике сховище Rolleivstadvatn з об'ємом 6,5 млн м3, від якого за допомогою насосної станції вода через тунель довжиною 0,45 км з перетином 6 м2 спрямовується до озера Сандватн, звідки природним шляхом потрапляє до Napevatn минаючи по дорозі малу ГЕС Nape (2 МВт). На станції працюють два насоси потужністю по 0,15 МВт, які споживають на рік 2 млн кВт·год та забезпечують підйом на 23 метри.
Головний дериваційний тунель від Napevatn на своєму шляху захоплює додатковий ресурс з озера Lytingsvatnet, яке через потік Traelana, озеро Borstadvatn та річку Borstadana дренується праворуч до того ж озера Ніссер. Машинний зал, розташований майже за 9 км від греблі Napevatn на західному узбережжі Ніссеру, обладнали однією турбіною типу Пелтон потужністю 50 МВт, яка при напорі у 258 метрів забезпечує виробництво 121 млн кВт·год електроенергії на рік.